# A Volta ao Mundo em 80 Dias (1956)
A Volta ao Mundo em 80 Dias (em inglês:  Around the World in Eighty Days) é um filme norte-americano de 1956, uma comédia de aventura dirigida por Michael Anderson e John Farrow, com roteiro de S.J. Perelman, James Poe e do próprio Farrow baseado na obra homônima de Júlio Verne.

## Sinopse
Phileas Fogg é um cidadão britânico que faz uma aposta milionária com seus amigos do clube: daria a volta ao mundo em exatamente oitenta dias. Para cumprir a aposta, ele enfrenta aventuras e perigos em todos os continentes, sempre acompanhado de seu fiel criado francês Passepartout.

## Elenco
- David Niven .... Phileas Fogg
- Cantinflas .... Passepartout

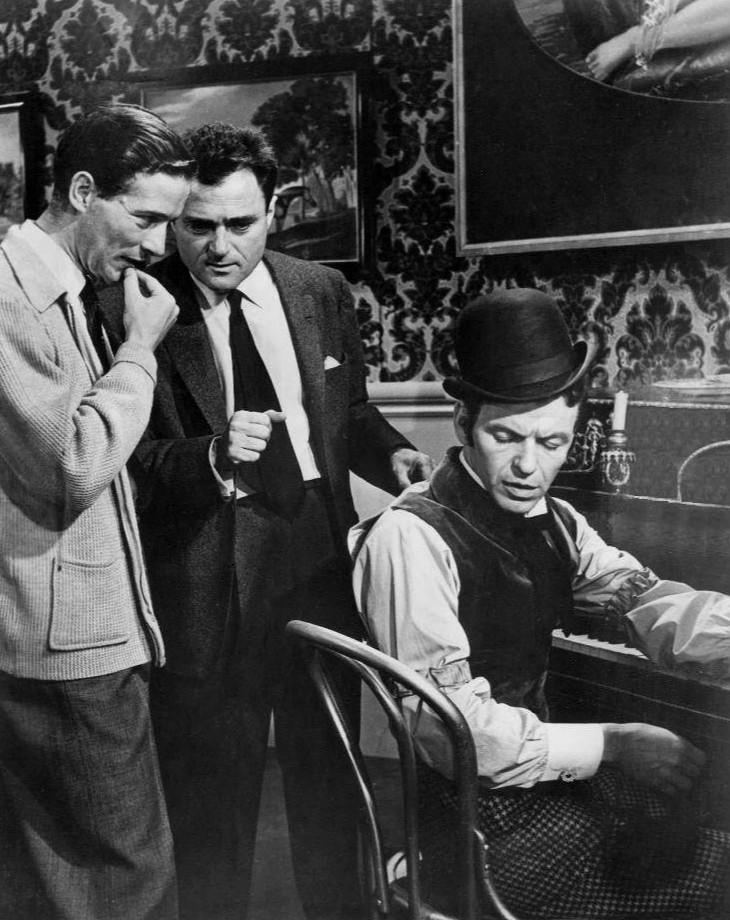
O produtor Mike Todd (centro) e Frank Sinatra durante as filmagens

- Shirley MacLaine .... princesa Aouda
- Robert Morley .... Ralph - diretor do Banco da Inglaterra
- Finlay Currie .... Andrew Stuart
- Robert Newton.... Inspetor Fix
- Noel Coward .... Roland Hesketh-Baggott - Gerente da Agência de empregos de Londres
- John Gielgud .... Mr. Foster - o ex-Valete de Phileas Fogg
- Trevor Howard .... Denis Fallentin
- Fernandel .... condutor francês
- Gilbert Roland .... Achmed Abdullah
- Cesar Romero .... escudeiro de Achmed Abdullah
- Cedric Hardwicke .... Sir Francis Cromarty
- Marlene Dietrich .... Proprietária do Saloon
- George Raft .... homem da faca do saloon
- John Carradine .... coronel Proctor Stamp
- Frank Sinatra .... pianista do Saloon de San Francisco
- Buster Keaton .... condutor do trem
- Charles Boyer .... Monsieur Gasse
- Luis Miguel Dominguín .... toureiro
- José Greco .... dançarino Flamenco
- Martine Carol .... Garota em Paris, estação ferroviária
- Peter Lorre .... mordomo japonês do S.S. Carnatic
- Red Skelton .... bêbado
- John Mills .... condutor da carruagem
- Ronald Colman .... oficial da ferrovia
- Tim McCoy .... Coronel da Cavalaria
- Joe E. Brown .... mestre da estação de Fort Kearney
- Beatrice Lillie .... líder do exército da salvação
- Mike Mazurki .... bêbado de Hong Kong
- Glynis Johns .... Senhora de Londres
- Hermione Gingold .... Senhora de Londres
- Andy Devine .... Marinheiro do S.S. Henrietta
- Jack Oakie .... Capitão do S.S. Henrietta
- Victor McLaglen .... timoneiro do S.S. Henrietta
- Edmund Lowe .... maquinista do S.S. Henrietta

## Principais prêmios e indicações
Oscar 1957 (EUA)
- Venceu
  - melhor filme[5]
  - melhor roteiro adaptado[5]
  - melhor montagem[5]
  - melhor fotografia[5]
  - melhor trilha sonora[5]
- Indicado
  - melhor diretor[5]
  - melhor direção de arte - filme colorido[5]
  - melhor figurino - filme colorido[5]

Globo de Ouro 1957 (EUA)
- Venceu
  - Melhor filme - comédia ou musical[6]
  - Melhor ator - comédia ou musical (Cantinflas)[6]
- Indicado
  - Melhor direção[6]

Prêmio NYFCC 1956 (New York Film Critics Circle Awards, EUA)
- Venceu
  - melhor filme[carece de fontes?]
  - melhor roteiro[carece de fontes?]